# Chinesische Philharmoniker

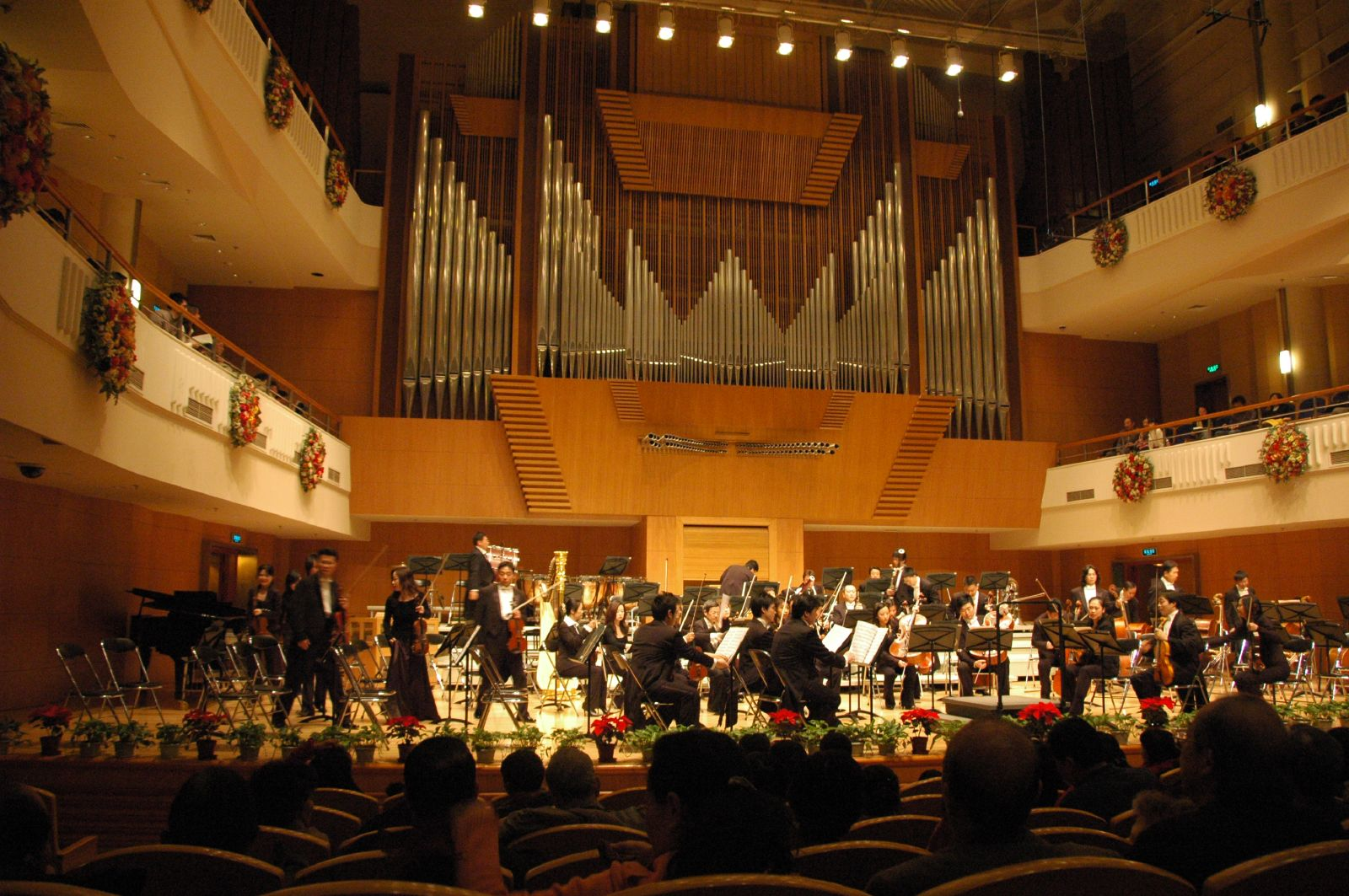
Die Chinesische Philharmoniker in der Konzerthalle Peking (2008)

Die Chinesischen Philharmoniker  (chinesisch 中國愛樂樂團 / 中国爱乐乐团, Pinyin Zhōngguó Àiyuè Yuètuán, englisch China Philharmonic Orchestra, CPO) sind ein Sinfonieorchester in Peking, Volksrepublik China. Das CPO wurde am 25. März 2000 als Nachfolger des Chinesischen Rundfunk-Sinfonieorchesters (China Broadcasting Symphony Orchestra) gegründet und ist der „Staatsbehörde für Radio, Film und Fernsehen“ (State Administration of Radio, Film, and Television) der Volksrepublik China untergeordnet.
Das Erstkonzert  wurde am 16. Dezember 2000 unter der Leitung des Dirigenten Long Yu gegeben. In der ersten Spielzeit wurde die Weltpremiere des Cellokonzerts von Philip Glass gespielt sowie eine Bearbeitung der Peking-Oper Women Generals of the Yangs für Sinfonieorchester von Du Mingxin als erstes symphonisches Auftragswerk des CPO. 
Das CPO tourte im Jahr 2001 nach Taiwan sowie 2002 nach Japan und Korea. Seine größte Überseetournee war 2005, als das Orchester in 25 Städten in 7 europäischen und nordamerikanischen Ländern auftrat. 
Im Jahr 2004 leitete der deutsche Dirigent Klaus Weise die Chinesischen Philharmoniker bei zwei Konzerten.